# Le Capitaine fantastique
Pour plus de détails, voir Fiche technique et Distribution.
Le Capitaine fantastique (Capitan Fantasma) est un film d'aventures maritimes italien réalisé par Primo Zeglio et sorti en 1953.

## Synopsis
Au début des années 1800, les régiments espagnols célèbrent leur victoire sur les légions françaises de Bonaparte. En pleine célébration, Miguel, duc de Canabil, est convoqué dans les quartiers de son commandant et apprend que son père, amiral de la marine espagnole, a trahi la couronne d'Espagne en livrant sa flotte à l'ennemi. Miguel, humilié et méprisé par son régiment, fait le serment de découvrir la vérité sur son père. Ses recherches le conduisent au mystérieux navire « Asuncion », commandé par Ingio de Costa, un homme sans scrupules, vicieux et doué pour le mal. Ce dernier tente également de mettre la main sur la belle Consuelo, fille du gouverneur de Cadix.

## Fiche technique
- Titre original italien : Capitan Fantasma[1],[2],[3]
- Titre français : Le Capitaine fantastique[4]
- Réalisateur : Primo Zeglio
- Scénario : Gino De Sanctis (it), Furio Scarpelli, Primo Zeglio
- Photographie : Carlo Carlini, Marco Scarpelli (it)
- Montage : Mario Serandrei
- Musique : Carlo Rustichelli
- Décors : Alberto Boccianti (it)
- Costumes : Dario Cecchi
- Production : Ermanno Donati (it), Luigi Carpentieri
- Société de production : Athena Film
- Pays de production :  Italie
- Langue originale : italien
- Format : Couleurs par Ferraniacolor - 1,37:1 - Son mono - 35 mm
- Durée : 86 minutes
- Genre : Film d'aventures maritime
- Dates de sortie :
  - Italie : 11 novembre 1953
  - France : 17 mars 1954[4]

## Distribution
- Frank Latimore : Capitaine Miguel de Cabanil
- Anna Maria Sandri : Consuelo
- Maxwell Reed : Don Inigo da Costa
- Paola Barbara Soledad
- Tino Buazzelli : Damian Pinto
- Mario Carotenuto : marin
- Gianni Cavalieri : médecin
- Juan de Landa : Carlos
- Sergio Fantoni : brouillard
- Fedele Gentile : Sergent Sandoval
- Carlo Tamberlani : colonel
- Cesare Fantoni : amiral à Cuba
- Mario Feliciani : marin d'Asunción
- Aldo Giuffré : Moreno
- Carlo Lombardi : gouverneur de La Corogne
- Franco Marturano : Santos
- Franco Pastorino : Domingo, matelot de l'Asunción
- Edoardo Toniolo : capitaine de l'Anita Lopez
- Katyna Ranieri : chanteuse Amparin
- Nico Pepe : officier ennemi de Miguel
- Enzo Musumeci Greco : officier de justice
- Maria Grazia Sandri : Maruchi, la petite fille

## Production
Il a été tourné aux studios de Cinecittà à Rome.